# Fontaine de la place Musalla
La fontaine de la place Musalla est située en Bosnie-Herzégovine, sur le territoire de la ville de Mostar. Construite en 1883, elle est inscrite sur la liste provisoire des monuments nationaux de Bosnie-Herzégovine.
La fontaine a été construite sur le site d'une ancienne muṣallā (un lieu de prière musulman en plein air).